# Susanne Huber
Susanne Huber (* 9. November 1958 in Zürich) ist eine Schweizer Schauspielerin.

## Leben
Ihre Ausbildung begann Susanne Huber im Jahr 1978 an der Schauspielschule Renato Cibolini in Basel. Während der Ausbildung erhielt sie das Angebot, mit dem Schauspieler Paul Dahlke auf Tournee zu gehen und in Curt Goetz’ bekannter Komödie Das Haus in Montevideo mitzuwirken. Huber nahm das Angebot an und brach aus diesem Grund ihre Ausbildung ab.
Nach der Tournee ging sie für drei Jahre an das Stadttheater Heilbronn. Von 2004 bis 2007 stand sie gemeinsam mit Claus Biederstaedt, Angélique Duvier und Karin Dor in der Rolle als Sprechstundenhilfe Fräulein Engel in dem Boulevardstück Der Neurosenkavalier auf der Bühne. Bekannt wurde sie vor allem durch ihre Rolle als Elisabeth Gruber, geb. Saalfeld in der ARD-Telenovela Sturm der Liebe. Daneben wirkte sie noch in Episodenrollen in mehreren Fernsehserien mit.
Huber heiratete den Schauspieler Wolff von Lindenau, mit dem sie zwei Kinder (* 1981 und * 1983) hat. Die Ehe wurde im Jahr 2000 geschieden. Ihre Tochter Alice von Lindenau ist ebenfalls Schauspielerin. Huber lebt in Zürich.

## Filmografie
- 1982: Ein Abend mit Georg Thomalla (Fernsehreihe, 1 Folge)
- 1987: Tatort: Blindflug (Fernsehreihe)
- 1987: Ein Fall für zwei (Fernsehserie, 1 Folge)
- 1991: Zwei Schlitzohren in Antalya
- 1991: Peter Strohm (Fernsehserie, 1 Folge)
- 1992: Glückliche Reise (Fernsehserie, 2 Folgen)
- 1993: Hecht & Haie (Fernsehserie, 1 Folge)
- 1994: Is’ was Trainer
- 1994: Drei Mann im Bett (Fernsehserie, 1 Folge)
- 1994: Tatort: Der Rastplatzmörder
- 1995: Die Wache (Fernsehserie, 1 Folge)
- 1996: Wie Pech und Schwefel (Fernsehserie, 1 Folge)
- 1996: Kurklinik Rosenau (Fernsehserie, 1 Folge)
- 1996: Frauenarzt Dr. Markus Merthin (Fernsehserie, 2 Folgen)
- 1997: Tatort: Eulenburg
- 1998: Der Sturz
- 1999: Der geheime Zeuge
- 2001: Polizeiruf 110: Bis unter die Haut (Fernsehreihe)
- 2002: Michelle Eisner – Süsse Heimat (Fernsehreihe)
- 2003: Der Auftrag – Mordfall in der Heimat
- 2003: Die Fallers – Die SWR Schwarzwaldserie (Fernsehserie, 2 Folgen)
- 2004: Damals war es Blues
- 2004: Für immer und jetzt
- 2006–2007, 2008: Sturm der Liebe (Fernsehserie, 332 Folgen)
- 2010–2012: SOKO München (Fernsehserie, 2 Folgen, verschiedene Rollen)
- 2011: Geschichten aus den Bergen (Fernsehreihe, 1 Folge)
- 2014: Die Garmisch-Cops (Fernsehserie, 1 Folge)

## Theater (Auswahl)
- Komödie Düsseldorf
- Komödie Frankfurt
- Theater am Kurfürstendamm Berlin
- Kleine Komödie am Max II München
- Theater am Dom Köln
- Festspiele Heppenheim
- Fritz Remond Theater im Zoo Frankfurt
- Freilichtspiele Schwäbisch Hall
- Neue Schaubühne München
- Konzertdirektion Landgraf
- Theater unterwegs

## Rollen (Auswahl)
- Penelope in Lauf doch nicht immer weg
- Fräulein Engel in Der Neurosenkavalier
- Victoria Hope in Meine dicke Freundin
- Tutti in Weekend im Paradies
- Jane in Außer Kontrolle
- Sylvia in Stepping Out
- Sally in Party für Scottie
- Marie-Luise in Finden Sie, dass Constanze sich richtig verhält?
- Lady Windermere in Lady Windermeres Fächer